# Zygometra
Zygometra is een geslacht van haarsterren, en het typegeslacht van de familie Zygometridae.

## Soorten
- Zygometra andromeda A.H. Clark, 1912
- Zygometra comata A.H. Clark, 1911
- Zygometra elegans (Bell, 1882)
- Zygometra microdiscus (Bell, 1882)
- Zygometra pristina A.H. Clark, 1911
- Zygometra punctata A.H. Clark, 1912